# 宣信国家
宣信国家（Confessional state）是指官方制定或推行一特定宗教的国家，该国家通常会进行公众崇拜，或至少鼓励公民进行该行为。历史上，有不少国家为宣信国家，其中以基督教、伊斯兰教和佛教最为突出。由于宗教多元主义是近现代后才流行起来的，20世纪前大多数国家即使实际上允许其他宗教信仰，在宪法中都设立有国教。